# モルダヴィア

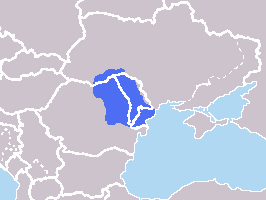
モルダヴィアの詳細図
青は該当範囲、白線は現在における地域の国境を示す。

モルダヴィア、モルダビア（英語: Moldavia、ウクライナ語: Молдавія、ロシア語: Молдавия）もしくはモルドヴァ、モルドバ（ルーマニア語: Moldova、モルドバ語: Молдова）、モルダウ（ドイツ語: Moldau）は、東ヨーロッパの一角を占める地域の名称である。ルーマニアの東北部、すなわちカルパティア山脈の東、プルート川の西で両者に挟まれた地域にあたり、時にはルーマニア領を越えてプルート川の東にあるドニエストル川をおおよその北限とするベッサラビア地方を含めた、さらに広い地域を指す。

## 概要
元来は中世に建国されて現ルーマニア領モルダヴィアとベッサラビアを支配したルーマニア人の国家であるモルダヴィア公国の領有した地域を指していた語であり、21世紀においてはルーマニア領、モルドバ共和国領、ウクライナ領の3か国に分割されている。
また、モルドバ（モルドヴァ）共和国の国名となっている「モルドヴァ」とは、「モルダヴィア」のルーマニア語・モルドバ語における呼称である。モルドバ共和国がソビエト連邦（以下「ソ連」）の構成共和国であった時代は、ロシア語に基づく「モルダヴィア・ソビエト社会主義共和国」を正式国名としていた。

## 歴史
スラヴ人、ハンガリー人、タタール人など様々な民族の支配を経て、ルーマニア人がこの地域にモルダヴィア公国（羅:Principatul Moldovei、露:Молдавское княжество、土:Boğdan Prensliği）を成立したのは14世紀の中頃であった。一般には、ルーマニア人の公（ヴォエヴォド）ボグダン1世がハンガリー軍を破った1359年がモルダヴィア公国の建国年と考えられている。
歴代のモルダヴィア公は有力な貴族の間の抗争に悩まされながらも15世紀の間に勢力を拡大し、北上してきたオスマン帝国の勢力と戦ったが、16世紀初頭にその宗主権を認めてオスマン帝国の従属国になった。オスマン帝国の支配下でモルダヴィア公国は自治を認められ、大貴族によって選挙された公がオスマン政府の公認のもとで統治を行い、ルーマニア人貴族の勢力は残された。
18世紀に入ると、オスマン帝国と戦端を開く実力を蓄えたロシア帝国は、同じ正教徒の国であるモルダヴィアに対して正教徒の保護を名目に領有権を主張し始め、ピョートル1世は1711年にオスマン帝国に宣戦布告してモルダヴィアを一時占領した（この時オスマン帝国は、大北方戦争に参戦していた）。このときモルダヴィア公ディミトリエ・カンテミールがロシアに抵抗せず降伏したことに脅威を感じたオスマン帝国は、1711年プルート川においてロシア軍を撃退し（プルート川の戦い）、モルダヴィアを奪い返した（プルト条約）。これ以降モルダヴィア公をオスマン中央政府に仕えるギリシャ人官僚（ファナリオティス）から選んで任命するようになり、1822年までファナリオティス支配が続く。その後も続くオスマン帝国の衰退の結果、モルダヴィア公国北部のブコヴィナ地方はオーストリア帝国に、北東部のベッサラビア地方は1812年ロシアに割譲された。

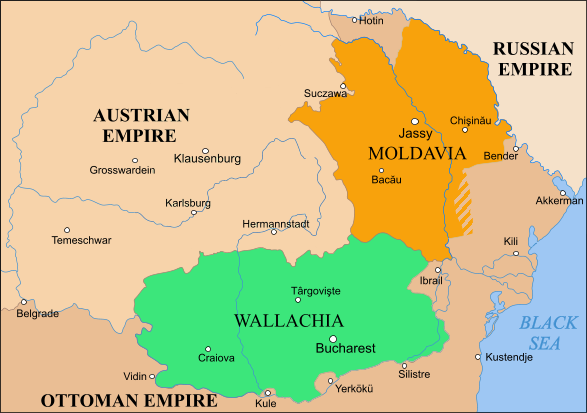
1793年から1812年時点のモルダヴィア・ワラキア・トランスシルバニア各公国の範囲。ブコビナの割譲後、ベッサラビアの割譲前

モルダヴィア公国の国旗

ベッサラビアの帰属は変転が多く、1918年にモルダヴィア民主共和国として一度独立した後、当時の周辺強国の影響や脅威を免れる意味合いも兼ね、ルーマニア王国と統合されたが1940年にソビエト連邦に占領され、翌1941年にルーマニアによって回復された。1944年にはソ連に再占領され、ソ連の一部としてモルダビア・ソビエト社会主義共和国となった。1980年代後半に起きたペレストロイカの影響からソ連の統制力が徐々に緩められて行き、そこからソ連内の構成国家が独立して行ったことを機に、同国は1991年に独立を宣言してモルドバ共和国となる。
1774年にロシアとオスマン帝国の間で結ばれたキュチュク・カイナルジャ条約の結果、モルダヴィアに対する宗主国オスマン帝国の支配力は弱まり、ロシアが影響力を強めた。19世紀前半には実質的なロシアの保護下のもとで、モルダヴィアは同じくロシア保護下に入ったルーマニア人の国ワラキアと緊密な関係を結ぶこととなり、共通のルーマニア人民族意識を高めた両国は1859年に共同の公を選出して統合を果たした（ルーマニア公国の成立）。
東モルダヴィア（モルダヴィア民主共和国）とルーマニアの統一は1920年のパリ条約によるものだが、ソ連はこれを承認しなかった。第二次世界大戦後、東モルダヴィアはソ連を構成する国家の一つのモルダビア・ソビエト社会主義共和国となり、南部（ブジャク）と北部（北ブコヴィナ）はウクライナ領となった。
モルダヴィアには、第58収容地区（グラーグ）が設置され、シベリア抑留を受けた日本人捕虜が遠路移送されてきた。捕虜は、強制労働に従事した。
1991年、モルダビア・ソビエト社会主義共和国は独立を宣言した後にモルドバと改称した。

## 地誌、世界遺産
トランシルヴァニアなどの影響を受けた木造教会建築が有名。

### 住民
ルーマニア人（モルダヴィア人）、ハンガリー系住民（チャーンゴー）、ジプシー、ユダヤ人など。
ルーマニア側に468万1555人（2002年）、モルドバ側に338万8000人（2004年）が住む。ウクライナ側の住民については信頼できる統計がないが、2001年の人口調査では約153万9000人。人口は総計で約960万8600人となる。

### 都市
- ヤシ

### 世界遺産
- モルダヴィア北部の壁画教会群

## 文化
トランシルヴァニアなどから移住してきたドイツ植民者により作られたコトナリ村の、ワインは名産品としてよく知られる。

## 参考資料
- V・ドラグーツ 『モルドヴァの教会壁画』 中村一夫 訳、恒文社、1980年9月、ISBN 4-7704-0367-4
- 講談社 編、PPS通信社 写真、水村光男 監修 『ヨーロッパの世界遺産 5 ロシア・ポーランド・ブルガリア・ルーマニア・マケドニア・北欧』 講談社〈講談社＋α文庫〉、 2004年10月、ISBN 4-06-256833-0
- 望田幸男・村岡健次 監修、大津留厚ほか 著 『近代ヨーロッパの探究 10 民族』 ミネルヴァ書房、2003年11月、ISBN 4-623-03716-9
- 三宅理一・羽生修二監著『モルドヴァの世界遺産とその修復－ルーマニアの中世修道院美術と建築』 西村書店、2009年、ISBN 978-4890136476